# لور (گیاه)
لور (نام علمی: Carpinus orientalis) نام یک گونه از سرده ممرز است.